# Johannes Krahl
Johannes Krahl (* 1999 in Bautzen) ist ein deutscher Organist.

## Leben und Wirken
Johannes Krahl wuchs zweisprachig in der sorbischen Oberlausitz auf. Im Alter von fünf Jahren begann seine musikalische Ausbildung mit dem Klavierunterricht in seiner Heimatstadt Bautzen. Mit elf Jahren erhielt er seinen ersten Orgelunterricht am Dom St. Petri zu Bautzen bei Matthias Pfund, Lucas Pohle und Michael Vetter. Bald entschied er sich, Musiker zu werden, und studierte von 2017 bis 2023 Kirchenmusik an der Hochschule für Musik und Theater „Felix Mendelssohn Bartholdy“ Leipzig, Orgel bei Martin Schmeding. Seit 2021 studiert er darüber hinaus in der Kapellmeisterklasse von Matthias Foremny.
Sein Repertoire umfasst Kompositionen frühester Orgelmusik bis hin zu zeitgenössischen Werken, wobei die Orgelkompositionen Johann Sebastian Bachs einen Schwerpunkt bilden.
Johannes Krahl lebt in Leipzig.

## Auszeichnungen
Krahl ist Stipendiat der Studienstiftung des deutschen Volkes.
- 2023: Peter Hurford Bachpreis beim 32. International Organ Competition in St Albans[4]
- 2023: 2. Preis beim Felix Mendelssohn Bartholdy Hochschulwettbewerb in Berlin[5]
- 2022: 2. Preis beim 4. Internationalen Rheinberger Wettbewerb für Orgel in Vaduz[6]
- 2022: Stipendium beim Deutschen Musikwettbewerb in Bonn[7]
- 2022: 1. Preis beim 6. Internationalen Wettbewerb um den Eberhard-Friedrich-Walcker-Preis in Schramberg[8]
- 2021: 1. Preis beim 3. Internationalen Kurt-Boßler-Orgelwettbewerb in Freiburg[9]
- 2021: Sonderpreis der Karg-Elert-Gesellschaft beim Wettbewerb Faszination Orgel in Mannheim
- 2020: 1. Preis beim 22. Internationalen Orgelwettbewerb um den Bachpreis in Wiesbaden[10]
- 2019: 1. Preis beim 3. Internationalen Odoyevsky-Orgelwettbewerb in Moskau
- 2018: 1. Preis beim 8. Northern Ireland International Organ Competition in Armagh[11]
- 2017: 1. Preis beim XIII. Internationalen Gottfried-Silbermann-Orgelwettbewerb in Freiberg[12]

## Diskografie
- 2024: Conversations, Werke von Johann Sebastian Bach. (Ars Produktion)[13]
- 2023: Elements of Bach, Werke von Johann Sebastian Bach, Karl Straube, Franz Liszt, Max Reger. (ARS Produktion)[14]